# せん断破壊
せん断破壊（せんだんはかい、剪断破壊、英語：shear failure）とは、せん断応力によって引き起こされる破壊。

## 金属
物質を垂直応力で破断させるには、断面の全ての金属結合を断ち切る必要があり、大きな応力を必要とする。一方、せん断応力では下図のように、金属結合を1か所ずつ順次断ち切って隣の原子と結合し直すことで、断面平行方向に尺取虫状に変形が起き、比較的小さな応力で塑性変形が引き起こされる。この変形をすべり（slip）と呼ぶ。すべりによって亀裂の形成などが引き起こされ、破断に至るのがせん断破壊である。

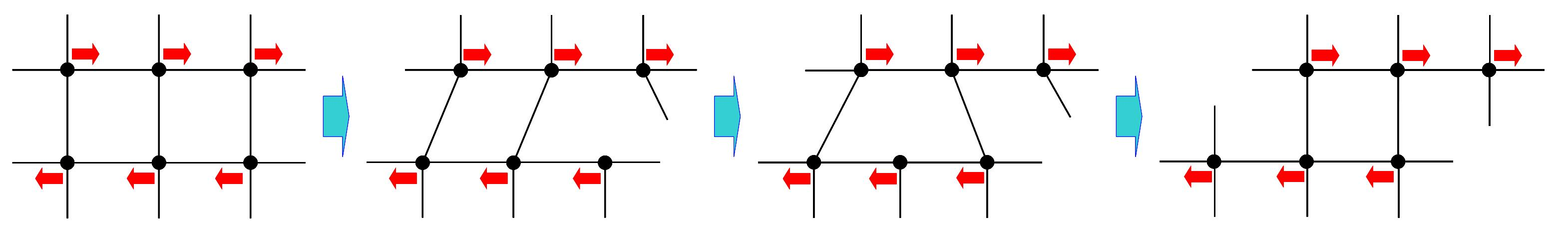
すべりイメージ図

## 建築
建築物の構造設計時には曲げ破壊とせん断破壊に対する計算が行われるが、せん断破壊は建物にとって深刻なダメージとなり、より人命にかかわるため、通常は曲げ破壊が先行するように設計される。
RC造（鉄筋コンクリート構造）におけるせん断破壊に対する設計として、具体的には肋筋・帯筋を太くする、または間隔を狭くする。耐震改修等においては柱の両袖の壁にスリットを入れて短柱の状態になることを防ぐなどの方法がある。